# Чепрано
Чепра̀но (на италиански: Ceprano, на местен диалект Ceprànë, Чепранъ) е градче и община в Централна Италия, провинция Фрозиноне, регион Лацио. Разположено е на 105 m надморска височина. Населението на общината е 8951 души (към 2010 г.).